# Dunderbäckens naturreservat
Dunderbäcken är ett naturreservat i Kristianstads kommun i Skåne län.
Området är naturskyddat sedan 2005 och är 26 hektar stort. Reservatet ligger på Linderödsåsens nordostsluttning och består till större delen av bokskog. Längs bäckfårorna finns sumpskog med klibbal och ask. Dunderbäcken rinner här.
I sydvästra delen av reservatet ligger en betesmark. Från kullen i betesmarken har man utsikt över Kristianstadsslätten. Genom reservatet går den gamla järnvägsvallen som idag är omgjord till cykelled mellan Kristianstad/Degeberga och Maglehem. Det finns även en två kilometer lång vandringsslinga i naturreservatet.